# Ronald C. Read
Ronald Cedric Read (* 19. Dezember 1924 in Croydon; † 7. Januar 2019) war ein britisch-kanadischer Mathematiker, der sich mit Graphentheorie befasste.
Read studierte an der Universität Cambridge und wurde 1959 an der Universität London promoviert (Some Enumeration Problems in Graph Theory). Er war Professor an der University of the West Indies in Jamaika und ab 1970 Professor an der  University of Waterloo.
Neben Graphentheorie befasste er sich auch mit mathematischen Puzzles (Tangram, Fadenspiel).
1968 stellte er eine nach ihm benannte Vermutung auf, dass die Koeffizienten des Chromatischen Polynoms von Graphen unimodular sind (später von S. G. Hoggar verallgemeinert dahingehend, dass sie log-konkav sind). Das wurde 2010 von June Huh bewiesen.
Er war auch Komponist (mit Universitätsabschlüssen), spielte mehrere Instrumente und hatte in Jamaika Höhlentauchen als Hobby.

## Schriften
- Tangrams: 330 Puzzles, Dover 1965
- An Introduction to Chromatic Polynomials. Journal of Combinatorial Theory, Band 4, 1968, S. 52–71.
- als Herausgeber: Graph theory and computing, Academic Press 1972
- A Mathematical Background for Economists and Social Scientists, Prentice Hall 1972
- Every One A Winner; or How to avoid isomorphism search when cataloguing combinatorial configurations,  Annals of Discrete Mathematics, Band 2, 1978, S. 107–120.
- mit P. Rosenstiehl: On the Principal Edge Tripartition of a Graph,  Annals of Discrete Mathematics, Band 3, 1978, S. 195–226.
- mit  W. T. Tutte:  Chromatic Polynomials. Selected Topics in Graph Theory,  Band  3, 1988, S. 15–42.
- mit G. F. Royle: Chromatic Roots of Families of Graphs, in: Graph Theory, Combinatorics and Applications. John Wiley, 1991, S. 1009–1029
- Prospects for Graph-theoretical Algorithms,  Annals of Discrete Mathematics, Band 55, 1993, S. 201–210
- mit Robin J. Wilson: An Atlas of Graphs, Oxford, Clarendon Press 1998, Oxford Science Publications, 2005